# Pentaptilon careyi
Pentaptilon careyi är en tvåhjärtbladig växtart som först beskrevs av Ferdinand von Mueller, och fick sitt nu gällande namn av E. Pritzel. Pentaptilon careyi ingår i släktet Pentaptilon och familjen Goodeniaceae. Inga underarter finns listade i Catalogue of Life.